# 永島敏行
永島 敏行（1956年10月21日—），生於日本千葉縣千葉市，男演員，曾參與舞台劇、電視劇與電影演出。曾演出電影《卡美拉第二集》等。在演藝事業之外，致力於提倡農業，創辦青空市場。

## 生平
畢業於專修大學文學院文學系。
在中學時曾是棒球選手。

## 農業推廣
1993年，在東京都中央區銀座，創立青空市場，讓農家可以將自己農作物直接販售到東京。2005年成立同名公司，並出任代表董事。
2013年，任秋田縣立大學客座教授，推廣農業。